# George De Peana
George De Peana (1 de julho de 1936 - 26 de julho de 2021) foi um corredor de longa distância olímpico da Guiana e líder sindical.
De Peana representou seu país nos 5000 metros masculinos nos Jogos Olímpicos de Verão de 1960. Seu tempo era 15: 54,2. De Peana terminou em quarto lugar nos Jogos Pan-americanos de 1959 em 10.000 metros e em quinto lugar nos Jogos Pan-americanos de 1959 em 5.000 metros. Em 1957, ele ganhou o prêmio Guianês de Esportista do Ano.
Depois de sua carreira esportiva, De Peana ingressou no sindicalismo, tornando-se secretário do Sindicato dos Trabalhadores de Escritórios e Comerciais, então secretário do Congresso Sindical da Guiana, e de 1998 a 2007 foi secretário do Congresso do Trabalho do Caribe.